# Black Speculative Art Movement
 (mars 2024).
La mise en forme du texte ne suit pas les recommandations de Wikipédia : il faut le « wikifier ».
Les points d'amélioration suivants sont les cas les plus fréquents. Le détail des points à revoir est peut-être précisé sur la page de discussion.
- Les titres sont pré-formatés par le logiciel. Ils ne sont ni en capitales, ni en gras.
- Le texte ne doit pas être écrit en capitales (les noms de famille non plus), ni en gras, ni en italique, ni en « petit »…
- Le gras n'est utilisé que pour surligner le titre de l'article dans l'introduction, une seule fois.
- L'italique est rarement utilisé : mots en langue étrangère, titres d'œuvres, noms de bateaux, etc.
- Les citations ne sont pas en italique mais en corps de texte normal. Elles sont entourées par des guillemets français : « et ».
- Les listes à puces sont à éviter, des paragraphes rédigés étant largement préférés. Les tableaux sont à réserver à la présentation de données structurées (résultats, etc.).
- Les appels de note de bas de page (petits chiffres en exposant, introduits par l'outil «  Source ») sont à placer entre la fin de phrase et le point final[comme ça].
- Les liens internes (vers d'autres articles de Wikipédia) sont à choisir avec parcimonie. Créez des liens vers des articles approfondissant le sujet. Les termes génériques sans rapport avec le sujet sont à éviter, ainsi que les répétitions de liens vers un même terme.
- Les liens externes sont à placer uniquement dans une section « Liens externes », à la fin de l'article. Ces liens sont à choisir avec parcimonie suivant les règles définies. Si un lien sert de source à l'article, son insertion dans le texte est à faire par les notes de bas de page.
- La présentation des références doit suivre les conventions bibliographiques. Il est recommandé d'utiliser les modèles {{Ouvrage}}, {{Chapitre}}, {{Article}}, {{Lien web}} et/ou {{Bibliographie}}. Le mode d'édition visuel peut mettre en forme automatiquement les références.
- Insérer une infobox (cadre d'informations à droite) n'est pas obligatoire pour parachever la mise en page.

Pour une aide détaillée, merci de consulter Aide:Wikification.
Si vous pensez que ces points ont été résolus, vous pouvez retirer ce bandeau et améliorer la mise en forme d'un autre article.
Le Black Speculative Arts Movement (BSAM) est un mouvement artistique mondial composé d'intellectuels de la diaspora africaine qui cherchent à promouvoir et soutenir l'imagination spéculative centrée sur l'humain. Le BSAM est associé à des artistes noirs qui utilisent les médiums de la science-fiction, de la fantasy et de l'horreur pour explorer les questions de race, de genre et de technologie et exprimer leurs perspectives sur le monde. Le but de ce mouvement est de catalyser des courants de pensée nouvelle qui envisagent une société future inclusive, où la diversité culturelle est célébrée et où les voix noires ont une place importante.

## Histoire et vision du BSAM
Le BSAM a émergé en 2015 à la suite d'une exposition inaugurale intitulée Unveiling Visions: Alchemy of The Black Imagination, organisée par les commissaires John Jennings et Reynaldo Anderson à la bibliothèque Schomburg de New York. Depuis lors, il s'est développé en un réseau mondial de créatifs, intellectuels et artistes, qui s'intéressent à diverses formes d'expression allant de l'Afrofuturisme à l'Ésotérisme, en passant par l'Ethno Gothic et la Science-Fiction Noire.
Le BSAM vise à intégrer les perspectives et les visions de la diaspora africaine avec les technologies et les sciences contemporaines, dans le but d'interpréter, d'engager, de concevoir ou de modifier la réalité, pour réimaginer le passé, le présent contesté, et agir comme un catalyseur pour l'avenir. Les participants de ce mouvement cherchent à transcender les barrières du temps et de l'espace, tout en explorant les possibilités de l'art, du design et des technologies pour créer de nouvelles formes d'expression et de représentation qui puissent refléter la richesse et la diversité des cultures africaines et afro-diasporiques.
Malgré la diversité des positions et des pratiques artistiques représentées par le BSAM, certains thèmes et concepts se retrouvent souvent en filigrane, tels que la notion de "spéculatif" ou d'anticipation, qui permet de questionner et de remettre en cause les représentations stéréotypées de la culture noire, ainsi que la mise en dialogue de la technologie et de l'éthique, qui soulève des questions cruciales autour de la responsabilité, de l'engagement et de l'impact social de l'art et de la création.

## Expositions
1. Unveiling Visions: The Alchemy of the Black Imagination - New York, États-Unis, 2015[4].
2. Curating the End of the World - Google Cultural Institute,2020.
3. The Carnegie Hall Afrofuturism Festival - New York, 2022[5].
4. Ongola de l'espace - Yaoundé, Cameroun, 2021[6].
5. Yeewi Sunu Eleki - Dakar, Sénégal, 2022.
6. États Unis d'Afrique - Nyamé, Niger, 2022.

## Chapitres du BSAM
Le BSAM est présent dans plusieurs villes des États-Unis et d'autres pays à travers le monde, et de nouveaux chapitres peuvent être créés à tout moment. 

### BSAM Canada
BSAM Canada a été créé en 2016 par Quentin VerCetty pour promouvoir la présence et la contribution des personnes noires dans les domaines des sciences, de la technologie, de l'ingénierie, des arts et des mathématiques. 
Le premier événement officiel, BSAM Toronto 2016, a attiré plus de 600 participants sur deux jours et a inclus neuf discussions en panel, plusieurs ateliers et des performances en direct, ainsi qu'une soirée après l'événement. Le BSAM Canada compte plusieurs chapitres à ce jour. 